# NGC 1855
NGC 1855 je kuglasti skup u zviježđu Zlatnoj ribi. 

## Vanjske poveznice
- SEDS: NGC 1855